# Pierre Morency
Pierre Morency, OC, CQ (* 1942 in Lauzon, Québec) ist ein kanadischer Schriftsteller und Dichter.

## Leben
Pierre Morency studierte am Collège de Lévis bis 1963 und danach an der Université Laval bis 1966. Anschließend arbeitete er einige Jahre als Lehrer.
Um einen Brotberuf zu haben, ging er schließlich zu Radio-Canada in Québec. Für den Sender schrieb er mehr als 200 Texte sowie eine Reihe von 60 Sendungen über die Natur Kanadas (vor allem die Vogelwelt).
Der Autor, der sich auch besonders auf dem Gebiet der Lyrik einen Namen gemacht hat, verbindet sein Wissen über Natur und Geschichte seines Landes auf geglückte Weise mit der Poesie. Ein Beispiel dafür ist Histoires naturelles du Nouveau Monde (dreibändig), dessen erster Band 1989 erschien. Morency versucht in seinen sehr poetischen Texten, die oft auch im Grenzbereich zwischen Lyrik und Prosa liegen, stets zwischen der Natur und dem Menschen eine Mittlerrolle einzunehmen.
Für sein Werk wurde er mit zahlreichen Preisen bedacht, etwa mit dem Prix de l'Institut canadien de Québec und dem Prix Athanase-David (2000). Er erhielt 1993 den Titel Chevalier de l'Ordre des Arts et des Lettres de la République und eine Büste auf den Sentiers Poétiques de Saint-Venant-de Paquette.
Außerdem setzt er sich in einer frankokanadischen Schriftstellervereinigung (Union des écrivains québécois), die er 1977 mitbegründet hat, für seine Kollegen ein.

## Werke

### Lyrik
- Poèmes de la froide merveille de vivre (1967)
- Poèmes de la vie déliée (1968)
- Au nord constamment de l'amour (1970)
- Lien de naissance (1973)
- Torrentiel (1978)
- Effets personnels (1986)
- Quand nous serons (1988)
- Les Paroles qui marchent dans la nuit (1994) (Lyrik und Prosagedichte)

### Theater

#### Theaterstücke für Kinder
- Marlot dans les merveilles (1975)
- Tournebire ou le malin frigo (1978)

#### Theater für Erwachsene
- Charbonneau et le chef (1974)
- Les Passeuses (1976)

Auf Deutsch ist ein Text von ihm, sowie etlichen anderen frankokanadischen Autoren, zum Beispiel in folgender Anthologie erschienen:
- Lothar Baier, Pierre Filion (Hgg.): Anders schreibendes Amerika. Literatur aus Québec. Das Wunderhorn, Heidelberg 2000, darin: Das Leben des Lebensbaums. Essay, Übers. Baier, S. 304–313